# Лукьянова, Людмила Дмитриевна
Людми́ла Дми́триевна Лукья́нова (род. 23 июня 1931) — советский и российский учёный, специалист в области биоэнергетики, член-корреспондент РАМН (1991), член-корреспондент РАН (2014). Заслуженный деятель науки Российской Федерации (2007).
Руководитель лаборатории биоэнергетики и проблем гипоксии НИИ общей патологии и патофизиологии.

## Биография
В 1960 году защитила кандидатскую диссертацию «Влияние рентгеновского облучения на состояние плацентарного барьера в разные периоды беременности», в 1971 году — докторскую диссертацию «Окислительный метаболизм и реактивность нервной ткани в переживающих препаратах и в условиях целостного организма».

### Семья
- Муж — Анатолий Иванович Лукьянов (1930—2019), доктор юридических наук, политический деятель, председатель Верховного Совета СССР в 1990—1991 годах.
- Дочь — Елена Анатольевна Лукьянова (род. 1958) — доктор юридических наук, общественный и политический деятель.

## Награды
- Орден Александра Невского (2022)[2]
- Орден Почёта (2002)[3]
- Заслуженный деятель науки Российской Федерации (2007)[4]